# Экспедиция Арсеньева 1906 года

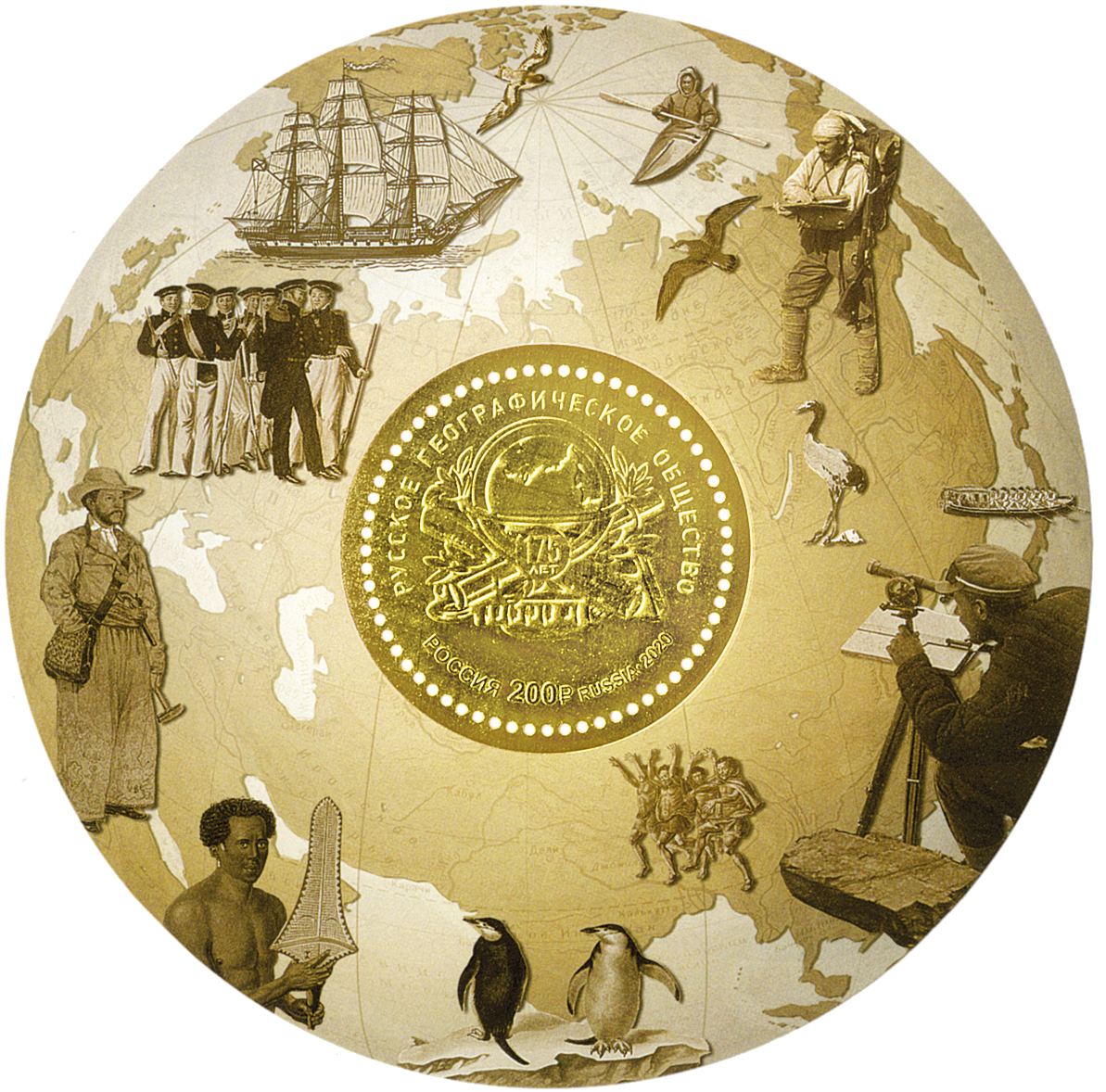
В. Арсеньев во время экспедиции (справа вверху) на почтовом блоке России 2020 года ко 175-летию Русского географического общества

Экспедиция штабс-капитана В. К. Арсеньева по исследованию Уссурийского края 1906 года — комплексная исследовательская экспедиция, предпринятая по инициативе Приамурского генерал-губернатора Павла Фёдоровича Унтербергера с целью исследования горной области Сихотэ-Алиня к северу от залива Святой Ольги до бухты Терней и к западу от водораздела в системе истоков реки Уссури и её притоков. Имея в первую очередь военно-географические, военно-статистические, а также колонизационные цели, экспедиция попутно занималась естественно-историческими изысканиями. Экспедиция была снаряжена при содействии и на средства Приамурского отдела Императорского Русского Географического Общества и лично П. Ф. Унтербергера. Руководил экспедицией штабс-капитан Владимир Клавдиевич Арсеньев, который специально для этой цели был переведён из Владивостока в Хабаровск и прикомандирован к штабу Приамурского военного округа. Продолжительность экспедиции: ровно полгода — 180 дней (20 мая [2 июня] — 17 [30] ноября 1906 года).
Экспедиция 1906 года является первой масштабной экспедицией исследователя Уссурийского края, этнографа и писателя Владимира Клавдиевича Арсеньева, и первой из его трёх больших Сихотэ-Алиньских экспедиций (1906, 1907, 1908—1910 гг.). В ходе экспедиции Арсеньев познакомился с нанайским охотником и следопытом Дерсу Узала, ставшим проводником экспедиции и, впоследствии, героем книг Арсеньева «По Уссурийскому краю» и «Дерсу Узала».
Путевые дневники В. К. Арсеньева из экспедиции 1906 года легли в основу его повести «По Уссурийскому краю», а также нескольких его научных работ и исследовательских очерков.

## Предпосылки
Проигранная в 1905 году Русско-Японская война доказала недопустимость недостаточных знаний о военно-географических особенностях Уссурийского края. С учётом уроков войны начиналась работа над укреплением обороны границ, в том числе и морских: необходимо было определить пригодные, и от того — опасные места для высадки с моря десанта. Кроме того, имелась необходимость оценки масштаба деятельности японских шпионов, сбора статистических данных о местном коренном населении, и прочие аспекты. В связи с этим Приамурский генерал-губернатор Павел Фёдорович Унтербергер приказал организовать экспедицию на неисследованный прежде хребет Сихотэ-Алинь с целью сбора военно-географических и военно-статистических данных на случай войны с Японией, а также колонизационно-экономических, и, попутно, естественно-исторических данных.

## Подготовительный этап
Организация экспедиции была поручена председателю Приамурского отдела ИРГО инженер-полковнику С. Н. Ванкову. Начальником экспедиции был назначен штабс-капитан Владимир Арсеньев, которого с этой целью 22 декабря 1905 года (4 января 1906 года) перевели из Владивостока в Хабаровск, в штаб Приамурского военного округа. Помощниками Арсеньева были подпоручик Г. Г. Гранатман и инженерный подпрапорщик А. И. Мерзляков. В экспедиции участвовали не меньше 20 человек, среди которых было четверо уссурийских казаков и 12 стрелков 6-й и 8-й Восточно-Сибирских стрелковых полков. В качестве ботаника в состав экспедиции входил Н. А. Пальчевский, которому предписывалось вести свои исследования отдельно от основного отряда Арсеньева, который должен был по мере необходимости снабжать Пальчевского продовольствием, и затем забирать у него собранные гербарии. Кроме того, начальник штаба Приамурского военного округа, генерал-лейтенант П. К. Рутковский выразил желание добраться вместе с экспедицией до бухты Святой Ольги, чтобы наглядно объяснить требуемые задачи и определить маршруты переброски войск к посту Святой Ольги.

## Участники экспедиции
В состав экспедиционного отряда вошли:
- Владимир Клавдиевич Арсеньев — начальник экспедиции, 29-го Восточно-Сибирского стрелкового полка штабс-капитан.
- Помощники начальника экспедиции:
  - Григорий Григорьевич Гранатман — 29-го Восточно-Сибирского стрелкового полка подпоручик.
  - Александр Иванович Мерзляков — 29-го Восточно-Сибирского стрелкового полка инженерный подпрапорщик.
  - Семён Петрович Анофриев — Уссурийского казачьего дивизиона хорунжий.
- Пётр Константинович Рутковский — начальник штаба Приамурского военного округа, генерал-лейтенант.
- Николай Александрович Пальчевский — флорист экспедиции. Известный ботаник и краевед, учитель и наставник В. К. Арсеньева. Лесничий Уссурийского казачьего войска, вице-председатель Общества изучения Амурского края.
- Нижние чины:
  - от 24-го Восточно-Сибирского стрелкового полка: стрелки Дьяков, Вакушев, Егоров, Аузин, Татаринов, Бурматов, Мелян, Казанцев, Болобан, Загурский, Туртыгин и Бочкарев.
  - от Уссурийского казачьего дивизиона: казаки Белоножкин, Мурзин, Эпов и Кожевников.
- Дерсу Узала — нанаец, проводник экспедиции (с 4 [17] августа). Коренной житель Уссурийского края, охотник.

## Ход экспедиции
Экспедиция, длившаяся ровно полгода — 180 суток, стартовала 15 (28) мая 1906 года, когда из Хабаровска в Шмаковку по Уссурийской железной дороге отправилась часть отряда с лошадьми, которые должны были нести на себе ящики и вьюки со снаряжением экспедиции. На следующий день тем же путём выехали и остальные участники экспедиции. 20 мая (2 июня) отряд выдвинулся из Шмаковки вверх по течению реки Уссури. К концу пятого дня, 24 мая (6 июня), они достигли Кокшаровки, и дальше пошли вверх по течению вдоль реки Фудзин. Вечером 20 июня (3 июля) экспедиция достигла хребта Сихотэ-Алинь, и на следующий день, наняв в проводники старика-китайца, начала свой подъём на хребет. Перевал, через который проходила экспедиция, был назван Арсеньевым в честь К. И. Максимовича — ботаника, проводившего исследования в тех местах в 1859 году, за много лет до Арсеньева. 30 июня (13 июля) отряд Арсеньева достиг залива Святой Ольги. Там генерал-лейтенант П. К. Рутковский оставил отряд, и его забрал во Владивосток специально присланный за ним миноносец «Бесшумный». В Ольге экспедиции пришлось задержаться до 15 (28) июля — почти на месяц, в ожидании миноносца «Статный», который должен был привезти необходимое снаряжение. За это время Арсеньев сделал несколько коротких «экскурсий» с целью разведки и оценки местности, выполняя задание генерал-губернатора. Все добытые сведения Арсеньев вносил в свой путевой дневник: сведения о дорогах, их проходимость для различных видов вооружения, состояние дорог в сухую погоду и в дождь и тому подобное. Кроме того, он занимался съемкой местности, измерял ширину рек, быстроту течения, определял тип дна. На топографических картах Арсеньев обозначал географические названия как по-русски, так и по-китайски.
Было известно, что Япония имела в Уссурийском крае обширную и хорошо организованную разведывательную сеть. Поэтому в дневниках Арсеньева имелись разделы «Сведения о японских шпионах» и «Возможные операции японцев в данном регионе. Образование баз. Вероятные пути наступления для вторжения в глубь страны. Места, удобные для высадки неприятеля». Кроме того, местное китайское население в большинстве своём враждебно относилось к русским, преследовавшим их за незаконные вырубки и браконьерство, заставляя платить подать, и дружелюбно — к японцам. В случае новой войны китайцы стали бы охотно помогать японцам, становясь их проводниками и шпионами. Сбору данных о китайцах был посвящен раздел дневника «Сведения о народонаселении», куда, кроме всего прочего, Арсеньев вносил данные о настроениях китайцев по поводу прошедшей войны, об их отношении к русским и японцам и многое другое.
Позже эти дневниковые записи, в числе прочего, лягут в основу известного исследовательского труда Арсеньева «Китайцы в Уссурийском крае». Несмотря на общее негативное настроение, встречались китайцы, дружелюбные по отношению к русским: в устье реки Тетюхе двое китайцев-ловцов морской капусты гостеприимно встретили отряд Арсеньева, снабдили его мукой и маслом, и даже попросили сделать на их фанзе надпись, сообщающую о том, что в случае нужды любой русский сможет найти там хлеб, рыбу и приют на ночь.
В отличие от китайцев, которые были в Уссурийском крае пришлым населением, его коренное население — орочи, удэгейцы, гольды (нанайцы) и тазы в целом относилось к русским тепло. В этнографическом отношении эти народы вызвали у Арсеньева большой интерес, и он решил заняться их изучением. С этнографией и языками Арсеньев тогда был знаком лишь приблизительно, на любительском уровне, и поэтому всему приходилось учиться прямо на ходу.
Вечером 3 (16) августа 1906 года в верхнем течении реки Тадуши у перевала Ли-Фудзин произошла во многом судьбоносная для Арсеньева встреча с гольдом Дерсу Узала — будущим другом и героем его книг. На следующий день по просьбе Арсеньева он стал проводником экспедиции. Вопреки широко распространённому из-за книг самого Арсеньева заблуждению, встреча с Дерсу Узала произошла не в 1902, а именно в 1906 году. Затем экспедиция двинулась к бухте Терней, попутно исследуя все крупные реки. 10 (23) октября часть отряда вышла из Тернея к Сихотэ-Алиню. Пересекая хребет, отряду пришлось два дня пережидать снежную бурю. Через 16 дней пути по безлюдной местности отряд достиг селения Сидатун, где местные жители-орочи помогли им продовольствием и одеждой, а затем везли отряд на лодках по Иману, пока те не были раздавлены льдами. Оставшуюся часть пути до станции Иман отряд проделал пешком. На станции Арсеньев расстался с Дерсу Узала, договорившись встретиться с ним в следующем году. 17 (30) ноября Арсеньев с отрядом на поезде прибыл в Хабаровск.

Карта маршрута экспедиции 1906 года

## Результаты
Результатом первой крупной экспедиции Арсеньева, в ходе которой Сихотэ-Алинь был пересечён восемь раз, стало большое количество собранных коллекций: птиц, насекомых, рыб, земноводных, а также растений, горных пород и этнографических экспонатов. Многие экспонаты Арсеньев впоследствии отправил в разные музеи страны. Кроме того, по всему маршруту велись метеонаблюдения, топографические съемки местности, составлялись карты и планы. Арсеньеву удалось собрать множество этнографических сведений о коренных народах Уссурийского края. Все собранные экспедицией сведения легли в основу доклада, который Арсеньев с большим успехом прочитал 7 (20) апреля 1907 года в Приамурском отделе Императорского Русского географического общества. Хабаровская газета «Приамурье» писала по этому поводу:

«Сообщения эти произвели огромное впечатление на присутствующих, ярко показав, что может сделать, хотя и на небольшие средства, истинный служитель науки, человек живого дела, ставящий целью прежде всего пользу родины. […] Кажется, нет той области науки, который не коснулся бы в своих трудах талантливый путешественник».